# Liste der Kulturdenkmale in Oberbärenburg
Die Liste der Kulturdenkmale in Oberbärenburg enthält die Kulturdenkmale im Altenberger Ortsteil Oberbärenburg. Die Anmerkungen sind zu beachten.
Diese Liste ist eine Teilliste der Liste der Kulturdenkmale in Altenberg.
Diese Liste ist eine Teilliste der Liste der Kulturdenkmale in Sachsen.

## Legende
- Bild: Bild des Kulturdenkmals, ggf. zusätzlich mit einem Link zu weiteren Fotos des Kulturdenkmals im Medienarchiv Wikimedia Commons. Wenn man auf das Kamerasymbol klickt, können Fotos zu Kulturdenkmalen aus dieser Liste hochgeladen werden:
- Bezeichnung: Denkmalgeschützte Objekte und ggf. Bauwerksname des Kulturdenkmals
- Lage: Straßenname und Hausnummer oder Flurstücknummer des Kulturdenkmals. Die Grundsortierung der Liste erfolgt nach dieser Adresse. Der Link (Karte) führt zu verschiedenen Kartendiensten mit der Position des Kulturdenkmals. Fehlt dieser Link, wurden die Koordinaten noch nicht eingetragen. Sind diese bekannt, können sie über ein Tool mit einer Kartenansicht einfach nachgetragen werden. In dieser Kartenansicht sind Kulturdenkmale ohne Koordinaten mit einem roten bzw. orangen Marker dargestellt und können durch Verschieben auf die richtige Position in der Karte mit Koordinaten versehen werden. Kulturdenkmale ohne Bild sind an einem blauen bzw. roten Marker erkennbar.
- Datierung: Baubeginn, Fertigstellung, Datum der Erstnennung oder grobe zeitliche Einordnung entsprechend des Eintrags in der sächsischen Denkmaldatenbank
- Beschreibung: Kurzcharakteristik des Kulturdenkmals entsprechend des Eintrags in der sächsischen Denkmaldatenbank, ggf. ergänzt durch die dort nur selten veröffentlichten Erfassungstexte oder zusätzliche Informationen
- ID: Vom Landesamt für Denkmalpflege Sachsen vergebene, das Kulturdenkmal eindeutig identifizierende Objekt-Nummer. Der Link führt zum PDF-Denkmaldokument des Landesamtes für Denkmalpflege Sachsen. Bei ehemaligen Kulturdenkmalen können die Objektnummern unbekannt sein und deshalb fehlen bzw. die Links von aus der Datenbank entfernten Objektnummern ins Leere führen. Ein ggf. vorhandenes Icon  führt zu den Angaben des Kulturdenkmals bei Wikidata.

## Oberbärenburg
| Bild                                    | Bezeichnung | Lage                               | Datierung                              | Beschreibung | ID       |
| --------------------------------------- | --- | ---------------------------------- | -------------------------------------- | --- | -------- |
|                                         | Sachgesamtheitsbestandteil der Sachgesamtheit Weißeritztalbahn, Teilabschnitt Altenberg, OT Oberbärenburg, ohne Einzeldenkmale, nur Streckenverlauf | (Karte)                            | 1880 bis 1882                          | Sachgesamtheit (ID-Nr. 09301531) mit Gleiskörper (Sachgesamtheitsteile), Technik und allen Hochbauten sowie Brücken der Weißeritztalbahn in den Gemeinden Freital (OT Hainsberg), Rabenau (OT Rabenau, Lübau, Spechtritz, Oelsa), Dippoldiswalde (OT Malter, Dippoldiswalde, Ulberndorf), Schmiedeberg (OT Obercarsdorf, Schmiedeberg, Naundorf) und Altenberg (OT Oberbärenburg, Kurort Kipsdorf), keine Einzeldenkmale, nur der Streckenverlauf im Teilabschnitt Altenberg, OT Oberbärenburg – bedeutendes Denkmal der sächsischen Verkehrsgeschichte, eine der ältesten Schmalspurbahnen Deutschlands, von geschichtlichem, wissenschaftlich-dokumentarischem, landschaftsgestaltendem sowie Seltenheitswert. | 09304220 |
| Direkt Bild zu diesem Denkmal hochladen | Hotel Friedrichshöhe | Ahornallee 1 (Karte)               | um 1920 (?)                            | Hotelbau – bauhistorische Bedeutung, architektonisch ambitioniert | 09303396 |
| Direkt Bild zu diesem Denkmal hochladen | Wohnhaus eines Dresdner Lederfabrikanten | Ahornallee 4 (Karte)               | 1921 (Kern älter)                      | Zitat der Holz-Volksbauweise im Heimatstil, baugeschichtliche und künstlerische Bedeutung. Wohl älterer Kern, Umbau 1921 (Inschrift Eingangstür), innen 1922 von Paul Ricken (Dresden) ausgemalt, steiles ausgebautes dreistöckiges Kehlbalkendach, Giebel verbrettert, mit Balkons, die liegenden Fenster sind original, d. h. beeinflusst von zeitgenössischer Sachlichkeit. | 09301554 |
| Direkt Bild zu diesem Denkmal hochladen | Villa Waldfrieden | Ahornallee 6 (Karte)               | um 1905                                | pittoresker Tourismusstil, bau- und ortsgeschichtliche Bedeutung. | 09303397 |
| Weitere Bilder                          | Ev. Kapelle, Kriegerdenkmal, Soldatengräber, Grabanlage (Einzeldenkmale zu ID-Nr. 09301410)                                                         | Ahornallee 10 (gegenüber) (Karte)  | bez. 1913                              | Einzeldenkmale der Sachgesamtheit: Ev. Kapelle, Kriegerdenkmal, Soldatengräber, Grabanlage für KZ-Häftlinge – ortshistorisch von Bedeutung. | 09277866 |
| Direkt Bild zu diesem Denkmal hochladen | Scheune, Backhaus und Einfriedung | Ahornallee 19 (Karte)              | Kern 16. Jh.                           | Scheune, Backhaus und Einfriedung des ehemaligen Vorwerks derer von Bernstein – u. a. ortsgeschichtliche Bedeutung. Scheune: massiver Sockel, Holzkonstruktion verbrettert, Satteldach, alter Blitzableiter, Wohnhaus: später Försterei, in den 1970er Jahren abgebrannt, neu aufgebaut, kleines Backhaus: Ziegelbau, mit Ofen, Pultdach. | 09277944 |
| Direkt Bild zu diesem Denkmal hochladen | Wegestein | Falkenhainer Straße                | 19. Jh.                                | verkehrsgeschichtlich von Bedeutung. | 09277892 |
| Direkt Bild zu diesem Denkmal hochladen | Transformatorenhäuschen | Falkenhainer Straße (Karte)        | 1930er Jahre                           | mit Anklängen an den zeitgenössischen Heimatstil, technikgeschichtlich von Bedeutung, rustiziertes Sockelgeschoss, Obergeschoss verbrettert, Satteldach. | 09277891 |
| Direkt Bild zu diesem Denkmal hochladen | Sachgesamtheit Ev. Kapelle und Waldfriedhof Oberbärenburg mit mehreren Einzeldenkmalen                                                              | Großvaters Ruh 2 (Karte)           | 1913 (Waldfriedhof) bis 1918 (Kapelle) | Sachgesamtheit mit folgenden Einzeldenkmalen: Ev. Kapelle, Kriegerdenkmal, Soldatengräber, Grabanlage für KZ-Häftlinge (Einzeldenkmal ID-Nr. 09277866) sowie Waldfriedhof (Sachgesamtheitsteil) – ortshistorisch von Bedeutung. Friedhof: Waldfriedhof auf nach Westen ansteigendem Gelände mit Baumbestand von Fichten und Ebereschen, einer Trauerbuche und individueller Grabbepflanzung mit Koniferen (u. a. Lebensbaum, Eibe und Wacholder). | 09301410 |
| Weitere Bilder                          | Kath. Kapelle | Kapellensteig 4 (Karte)            | 1913                                   | kleine Saalkirche mit Dachreiter, baugeschichtlich von Bedeutung. Schlichte Saalkirche, 1913 von William Lossow & Max Hans Kühne. Putzbau, vertikale, gesprosste Fenster, Walmdach. Eingeschossige Emporen und offener Dachstuhl (vgl. Kipsdorf und Zinnwald-Georgenfeld). (Dehio Sachsen I, 1996). | 09277875 |
| Direkt Bild zu diesem Denkmal hochladen | Wohnhaus | Talblick 2 (Karte)                 | 18. Jh.                                | Obergeschoss Fachwerk verbrettert, trotz Anbauten ursprünglicher Baukörper und Dachstuhl erhalten, Relikt der alten Dorfbebauung, baugeschichtlich von Bedeutung. Erdgeschoss massiv, Fenster Obergeschoss in originaler Größe, Giebel mit vergrößerten Fenstern, Satteldach, verschiefert, ein liegendes Dachfenster. | 09277869 |
| Direkt Bild zu diesem Denkmal hochladen | Haus Angelika | Tellkoppenweg 1 (Karte)            | nach 1900                              | Wohnhaus: Obergeschoss Fachwerk, Anklänge an Landhausstil, baugeschichtliche Bedeutung. Natursteinsockel, Kellerfenster mit Segmentbogen, massives Erdgeschoss mit verglaster Holzveranda, Sandsteingewände, Fenster mit originaler Sprossung, Obergeschoss Fachwerk zum Teil verbrettert, Krüppelwalmdach. | 09277870 |
| Direkt Bild zu diesem Denkmal hochladen | Wohnhaus (Umgebinde) | Vorderbärenburger Weg 6 (Karte)    | bez. 1902                              | ländlichen Stil imitierend, im Ort singulär, baugeschichtlich von Bedeutung. Bruchsteinsockel, umlaufendes Umgebinde, ursprünglich unverschalte Blockstube, jetzt einige Joche ausgemauert, profilierte Ständer, Giebel Sichtfachwerk, Satteldach, altdeutsche Schieferdeckung, ein Dachhaus, bezeichnet „V. Ihle Arch. 1902“. | 09277871 |
| Direkt Bild zu diesem Denkmal hochladen | Wohnhaus | Vorderbärenburger Weg 7; 9 (Karte) | um 1930                                | im Heimatstil, authentisch erhalten, bauhistorische Bedeutung, rustikales Mauerwerk, Holzelemente. | 09303398 |
| Direkt Bild zu diesem Denkmal hochladen | Wohnstallhaus | Waldidyller Weg 8; 10 (Karte)      | 1780/1790                              | Obergeschoss Fachwerk, baugeschichtliche Bedeutung. Erdgeschoss massiv, zwei Portale mit Sandstein-Korbbogen, Fenster Obergeschoss in originaler Größe, Fachwerk mit Fußstreben, Frackdach, altdeutsche Schieferdeckung. | 09277874 |
| Direkt Bild zu diesem Denkmal hochladen | Wohnhaus | Waldidyller Weg 36 (Karte)         | um 1900                                | Obergeschoss Fachwerk, spätes Beispiel regionaltypischer Holzbauweise, baugeschichtlich von Bedeutung. Erdgeschoss massiv, Eingang mit Segmentbogen, Fenster Obergeschoss in originaler Größe, Kastenfenster, Giebel verbrettert, Satteldach, Schleppgaupe. | 09277872 |
| Direkt Bild zu diesem Denkmal hochladen | Villa und Nebengebäude | Zimmerner Weg 1; 3 (Karte)         | nach 1910                              | pittoreske Sommerfrische-Architektur von Wert, baugeschichtliche Bedeutung. Mit heterogenem Grund- und Aufriss, rustikale Elemente, Sockel und Obergeschoss (zum Teil) mit Bruchsteinmauerwerk, sonst verschiefert, Fenster mit originaler Sprossung, kleine spätere Anbauten. Nebengebäude zusammen mit dem Hauptgebäude und im gleichen Stil errichtet. | 09277867 |

## Ausführliche Denkmaltexte
1. ↑  Die 26,3 km lange Schmalspurstrecke (750 mm Spurweite) wurde 1880–1882 bis Schmiedeberg vollendet, im Jahr darauf bis Kipsdorf. Veränderungen des Streckenverlaufs 1908–1912 durch den Bau der Talsperre Malter, mehrfache Umbauten bis 1934, Hauptauftraggeber waren Industriebetriebe in Dippoldiswalde und die Eisengießerei in Schmiedeberg, steilste Streckenabschnitte der sächsischen Schmalspurbahnen, Bahnkörper, Bahnhofsgestaltung und Trassierungselemente bestimmten die technische Entwicklung aller Schmalspurbahnen in Sachsen.
2. 1 2  Kapelle: Kapelle mit Dachreiter über dem Eingangsgiebel, Bau von Lossow & Kühne. Putzbau, an der Giebelseite rundbogiges profiliertes Portal, mit originaler Tür, Satteldach, Schieferdeckung, Dachreiter mit Glockenstuhl, Zeltdach verschiefert.

Kriegerdenkmal: Kunststein, halbrundes Relief mit kniendem Soldaten, unten Inschrift und Eisernes Kreuz, signiert C. Bauch.

Soldatengräber: Einzelgräber von 17 deutschen Soldaten aus dem Zweiten Weltkrieg (gestorben in Reserve-Lazaretten), Gemeinschaftsgrab für vier deutsche Soldaten (am 14. Mai 1945 in Waldbärenburg erschossen, dort begraben und 1949 umgebettet). Grabanlage: für sechs KZ-Häftlinge.